# Unteroffizier
 (juillet 2016).
Unteroffizier (littéralement « sous-officier ») est un grade militaire de la Bundeswehr et des anciennes forces armées germanophones (Heer et Luftwaffe). Son équivalent en français serait sergent ou sergent-chef.  Toutefois, Unteroffizier est aussi le nom utilisé collectivement pour les sous-officiers.

## Bundeswehr (armée allemande)
Unteroffizier est à la fois un grade militaire  précis et le terme utilisé collectivement pour les sous-officiers de l'armée allemande depuis le XVIIe siècle. Le terme est encore utilisé aujourd'hui par les armées françaises et suisses.
Il existe deux sortes de sous-officiers :
- Unteroffiziere ohne Portepee (de) incluant :
  - Unteroffizier et Fahnenjunker,
  - Stabsunteroffizier (de) ;
- Unteroffiziere mit Portepee (de) incluant :
  - Feldwebel et Fähnrich,
  - Oberfeldwebel (Oberbootsmann (de)),
  - Hauptfeldwebel (de) et Oberfähnrich,
  - Stabsfeldwebel,
  - Oberstabsfeldwebel (de).

De manière informelle, les sous-officiers « mit Portepee » sont souvent appelées rangs « Feldwebel » ce qui crée une confusion puisque le terme collectif d'Unteroffizier existe déjà[réf. nécessaire]. Le mot Unteroffizier obtient alors un troisième sens : sous-officier ohne Portepee par opposition aux grades Feldwebel.
Unteroffizier se traduit littéralement par « sous-officier » et, quand utilisé pour le grade spécifique, est considéré comme l'équivalent du sergent selon les codes OTAN des grades du personnel militaire. Historiquement, l'Unteroffizier était considéré comme un caporal et assumait des responsabilités similaires à ceux de l'armée britannique. En temps de paix,  un Unteroffizier était un soldat de carrière qui entrainaient les conscrits ou dirigeait un groupe de combat ou une section. Il pouvait monter dans la hiérarchie pour devenir  Unteroffizier mit Portepee (c'est-à-dire  un Feldwebel), qui était le rang le plus élevé pour un soldat de carrière. Comme le corps des officiers allemands était fortement imprégné de différence de classe sociale, il était très peu probable qu'un sous-officier devienne officier en temps de paix.
L'Unteroffizierskorps (littéralement le corps des sous-officiers) était formé de soldats professionnels qui constituaient la base des armées allemandes. Cette tradition continue encore dans la Bundeswehr où tous les rangs de sous-officiers et supérieurs sont occupés par des soldats de métier qui ont des contrats dépassant la période de conscription.
Unteroffizier est un des rares grades militaire allemand  dont l'insigne n'a pas changé au cours des cent dernières années. Les insignes d'épaule sont relativement similaires à ceux utilisés durant les deux guerres mondiales.
A modern-day German Bundeswehr Unteroffizier typically commands squad sized formations or acts as an assistant platoon NCO. Le rang est aussi utilisé de nos jours par l'armée de l'air allemande. Dans la Bundeswehr, le grade de Stabsunteroffizier se situe entre Unteroffizier et Feldwebel.

## Autriche
Unteroffizier(e), aussi Unteroffizier corps (sous-offier(s)), est le nom collectif de tous les rangs de  sous-officiers dans la Bundesheer autrichienne actuelle. Il comprend les rangs des groupes d'affectation  M BUO 2 (sous-officiers professionnels 2; de: Berufsunteroffizier 2) avec le grade de  Oberwachtmeister (OR6), et  M ZUO 2 (sous-officiers conscrits; de: Zeitunteroffizier 2) avec le grade de  Wachtmeister (OR5).
L'entrainement et la formation du Unteroffizier corps a été réformé en 1995 pour être introduit en 2000. En premier lieu, les sous-officiers professionnels du groupe M BUO 1 ont été affectés puis ceux du M BUO2
À la suite de résultats positifs, les aspirants suivent leur formation à la  Heeresunteroffiziersakademie (de) (HUAk) à Enns. À leur sortie de la HUAk, l'Unteroffizier peut être chef d'escadron (de: Gruppenkommandant), ou servir au quartier général..
| Grade            | Unteroffiziere         | Unteroffiziere    |
| ---------------- | ---------------------- | ----------------- |
| Tenue de combat  |                        |                   |
| Tenue de sortie  |                        |                   |
| Couleur de corps | Service médical        | Aviation          |
| Casquette        |                        |                   |
| Grade            | Oberwachtmeister (OWm) | Wachtmeister (Wm) |
| Équivalent OTAN  | Sergent chef           | Sergent           |
| rang             | OR-6                   | OR-5              |